# Храм Святого Каэтана (Рашково)

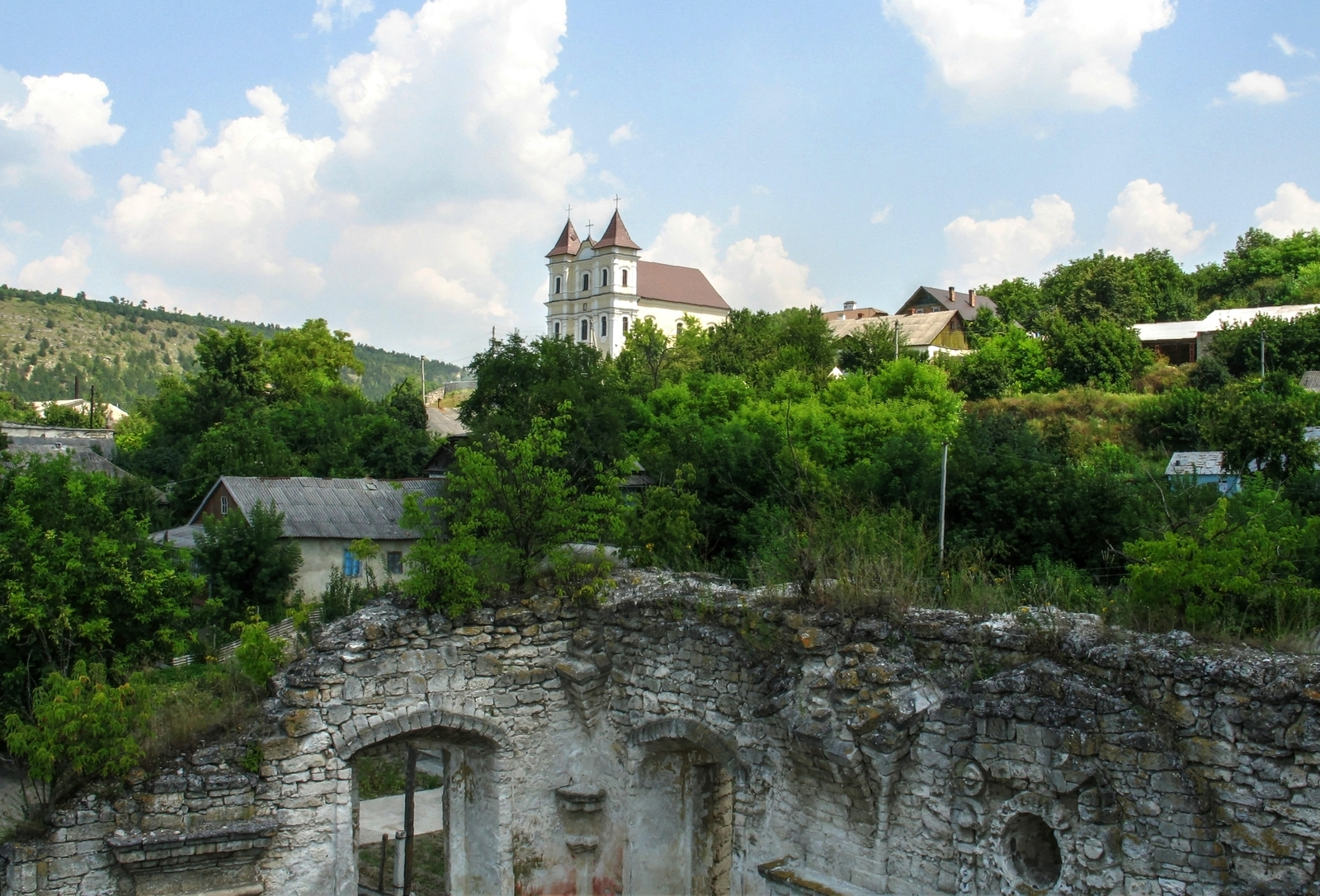
Вид храма со стороны руин синагоги

Храм Святого Каэтана (рум. Biserica Sfântul Caietan din Rașcov) — католический храм в селе Рашково, Молдавия (де-факто — на территории Приднестровской Молдавской Республики). Находится на высоком скалистом берегу Днестра на территории природоохраняемого объекта под наименованием «Рашковский культурно-исторический комплекс». Наряду с православным храмом Пресвятой Троицы (построен в 1779 году) является архитектурной доминантой села. Старейший католический храм Молдавии.
Освящён в честь католического святого Каэтана Тиенского. Входит в состав католической епархии Кишинёва.

## История
Первые католики поселились в Рашкове в XVI веке, когда северное Приднестровье вошло в состав Речи Посполитой. Впервые храм упоминается в рукописи «Акт основания костёла в Рашкове» от 1749 года (хранится в Житомирском областном государственном архиве), где говорится, что владелец земельного поместья под названием «Побережье» князь Юзеф Люборский (1704—1755) объявил о своём решении построить костёл в Рашкове. По другим сведениям был построен в 1786 году князем Юзефом Кшиштофовичем (Józef Krzysztofowicz).
Первоначально предназначался для армянской католической общины, численность которых в это время составляла в городе значительную часть. Храм был освящён в 1791 году львовским армянским архиепископом Якубом Валерианом Тумановичем. В конце XVIII века католический приход в Рашкове духовно окормлял 12 армянских и 37 польских семей. В конце XIX веке в Рашкове и окрестностях проживало 1160 католиков.
В 1932 году советские власти закрыли храм. Затем в 1942 году был открыт румынскими оккупационными властями. В 1948 году вновь закрыт. Использовался в качестве склада. В 1990 году храм был передан местной католической общине.
Архитектура
Церковь с элементами барокко построена в типичном для того времени стиле, характерном для большинства небольших католических сельских храмов Речи Посполитой. Главный фасад храма разделён выступами двух башен, украшенных пилястрами ионического и тосканского ордеров. Настенные пилястры завершаются капителями с типичными для эпохи Ренессанса элементами растительного декора.